# Фіфт-Стріт (Техас)
Фіфт-Стріт (англ. Fifth Street) — переписна місцевість (CDP) в США, в окрузі Форт-Бенд штату Техас. Населення — 2284 особи (2020).

## Географія
Фіфт-Стріт розташований за координатами 29°35′53″ пн. ш. 95°33′5″ зх. д. / 29.59806° пн. ш. 95.55139° зх. д. (29.598019, -95.551318).  За даними Бюро перепису населення США в 2010 році переписна місцевість мала площу 2,09 км², з яких 2,05 км² — суходіл та 0,04 км² — водойми.

## Демографія
Згідно з переписом 2010 року, у переписній місцевості мешкало 2486 осіб у 642 домогосподарствах у складі 527 родин. Густота населення становила 1192 особи/км².  Було 699 помешкань (335/км²).
Расовий склад населення:
| - 58,5 % — білих - 2,2 % — чорних або афроамериканців - 0,2 % — корінних американців - 0,2 % — азіатів - 36,9 % — осіб інших рас |

До двох чи більше рас належало 2,0 %. Частка іспаномовних становила 94,8 % від усіх жителів.
За віковим діапазоном населення розподілялося таким чином: 35,3 % — особи молодші 18 років, 57,4 % — особи у віці 18—64 років, 7,3 % — особи у віці 65 років та старші. Медіана віку мешканця становила 27,8 року. На 100 осіб жіночої статі у переписній місцевості припадало 115,6 чоловіків;  на 100 жінок у віці від 18 років та старших — 117,4 чоловіків також старших 18 років.
Середній дохід на одне домашнє господарство  становив 32 662 долари США (медіана — 27 299), а середній дохід на одну сім'ю — 26 820 доларів (медіана — 26 010). За межею бідності перебувало 58,0 % осіб, у тому числі 63,2 % дітей у віці до 18 років та 74,0 % осіб у віці 65 років та старших.
Цивільне працевлаштоване населення становило 695 осіб. Основні галузі зайнятості: будівництво — 31,5 %, мистецтво, розваги та відпочинок — 27,6 %, науковці, спеціалісти, менеджери — 14,7 %, роздрібна торгівля — 9,9 %.